# ロマノフ僭称者

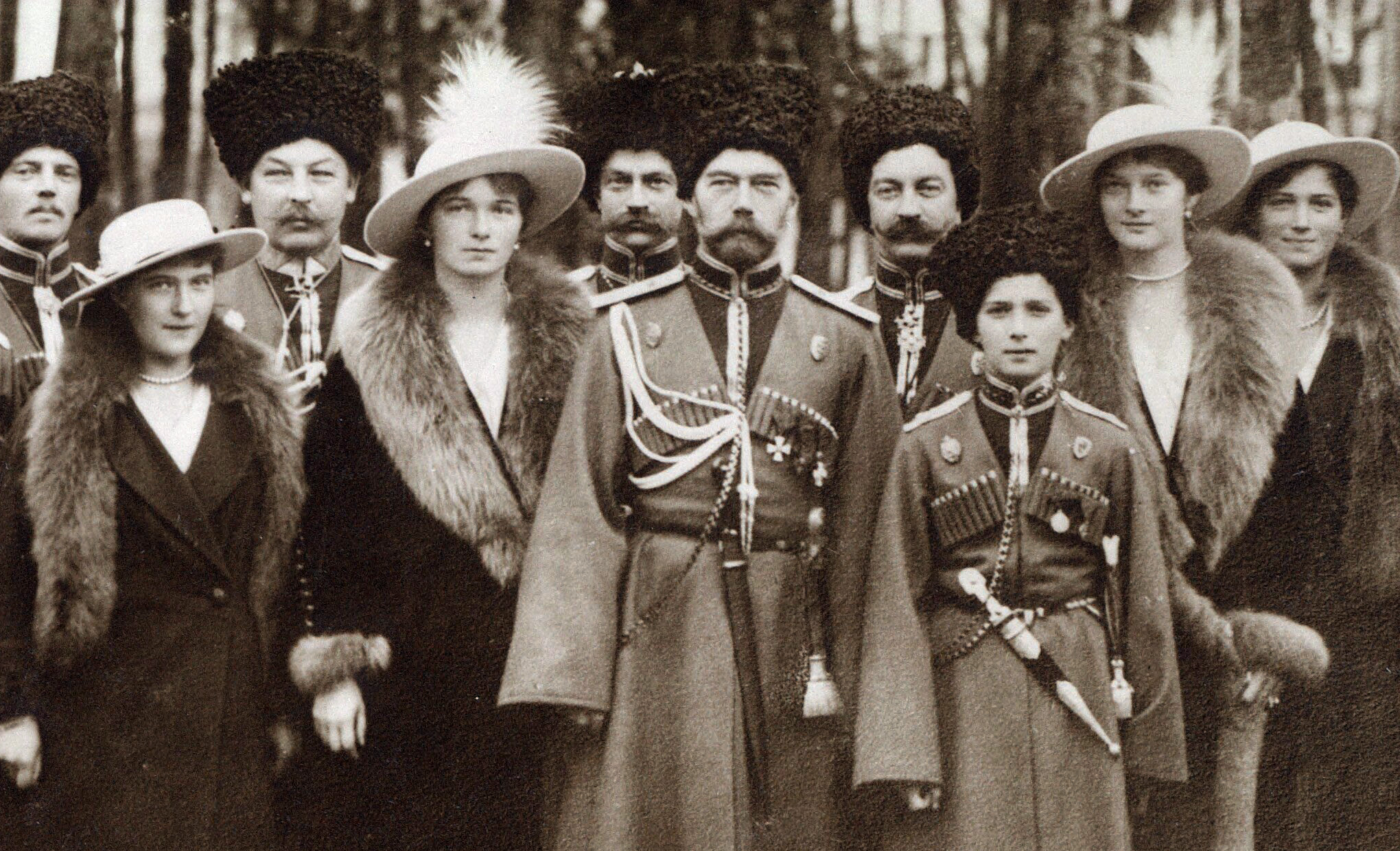
左から大公女アナスタシアとオリガ。皇帝ニコライ2世、皇太子アレクセイ、大公女タチアナとマリア、および「1916年のコサック」。提供： Beinecke Library

ロマノフ僭称者（ロマノフせんしょうしゃ、英：Romanov impostors）とは、ボリシェヴィキによる処刑から生き延びたロマノフ家の一員であると主張した人々を指す。ロシア帝国を統治していたロマノフ家は、ロシア内戦が激化し第一次世界大戦が終焉に近づく1918年7月17日にエカテリンブルクにおいてボリシェヴィキ発砲隊により処刑されている。ロマノフ僭称者の「僭称」はニコライ2世とその家族の遺骨とのDNA鑑定によって明らかになった。 

## DNA検査
1991年、エカテリンブルク郊外の森で遺体が発見された。彼らはロマノフ2世とその召使に属するものとDNA鑑定によって特定されている。1998年、ロマノフ2世はサンクトペテルブルクに埋葬され、ロシア正教会から受難者と宣言された。しかし、2組の遺体が集団墓地から欠落しており、科学者たちは行方不明の遺体をアレクセイ皇太子と、アナスタシア大公女またはマリア大公女と特定した。2人の遺体が行方不明であるとの報告は2000年代後半まで続き、ロマノフ家のうちの1名または複数名が生き延びた可能性があるという憶測を強めた。 
2007年8月23日、ロシアの考古学者はエカテリンブルク近郊の焚き火場で火葬された2体の人骨の断片を発見したと発表した。それはヤコフ・ユロフスキーの手記に書かれていた場所と一致していた。考古学者たちは、その人骨のうちの一つはおよそ13歳から14歳で亡くなった少年のものであり、もう一つは18歳から19歳で死亡した女性のものであると主張した。その2体の人骨の断片と併せて、硫酸の瓶の破片と木箱から細い金属片と45口径のピストルの弾丸も発見された。この人骨は金属探知機と発掘調査で使用する鉄棒を用いて発見された。  
2008年1月22日、ロシアの科学捜査科学者は、予備試験で遺体がアレクセイとその姉妹の1人に属するのが「高い確率」であることを発表した。エカテリンブルク地域のチーフ法医学の専門家ニコライ・ネヴォリンは結果を外国人専門家によって得られたものと比較、最終的な報告書は2008年4月または5月によって発行される可能性が示された。2008年4月30日にロシアの法医学者が結果を発表、DNA検査により、遺骨はアレクセイと姉妹のいずれかに属していることが証明された。これにより、皇帝の家族全員が死刑を執行され、誰も生き延びられなかったことが証明された（2018年現在）。ロシア正教会はこれらの遺物をいまだ皇室に属しているとは認めていない。ロマノフ家は、さらなる分析と彼らの身元の確認のために遺跡を発掘する可能性に対してオープンであることを表明している。  
アナスタシアのサバイバル・ストーリーは特に有名で、数十冊の本や映画に取り上げられている。

## アナスタシアの詐称者
ロシア大公女アナスタシアであると主張した、またはそう信じられていた女性の一部は次のとおり。 
- アンナ・アンダーソン、本名フランツィスカ・シャンツコフスカは、この分野で間違いなく最も有名な詐欺師である。彼女は1920年にドイツのベルリンに現れ、1984年にバージニア州のシャーロッツビルで亡くなった。
- ユージニア・スミス、別名ユージニア・ドラベック・スメティスコは1963年にシカゴに登場し、その年に『ロシアのアナスタシア・ニコラエヴナ殿下の自伝』と題する本を出版し、1997年にロードアイランドで亡くなった。
- エレオノラ・クルーガーはジョージ・ズーディンと同居し、ブルガリアの村で亡くなった。
- ナタリア・ビリホッツェは1995年に登場し、2000年に「ロマノフの財産を奪う」ためロシアに現れた。
- ナデダ・バジライバ は、ロシアでは1920年代に登場し、1971年にカザンの精神科の病棟で亡くなった[7]。

## アレクセイの詐称者
ロシア皇太子アレクセイであると主張した男性が数人存在する。
- ヴァシーリー・フィラトフは、1988年に亡くなる直前にロシアのアストラハンから来たと主張した[8]
- ユージン・ニコライエヴィチ・イヴァノフは、1927年にポーランドからその主張が浮上した。
- George Zhudin（? - 1930年）は、Eleonora Krugerと同居し、ブルガリアの村で亡くなった。
- 1928年にOGPU（ロシア秘密警察）に逮捕されたアレクサンドル・サビン [9]。
- Heino Tammetは、1977年にカナダのブリティッシュコロンビア州バンクーバーで亡くなった。
- マイケル・ゴレニエフスキは、1959年にロシア皇太子であると主張したCIAエージェントである。
- マイケル・グレイ（北アイルランドの教師が採用した別名）は、著書『血縁』で、1919年にロシア皇太子がイギリスの戦艦軍艦マールバラに乗ってマリア皇太后と逃亡し、後にNikolai Chebotarevという名前になったと主張した。同書の中でグレイは、自身をロシア皇太子とケント公爵夫人マリナの息子であり、2人は1940年代後半に密かに結婚したと主張した。

## オリガ、タチアナ、マリアの詐称者
- マルガ・ブーツは、オリガ大公女であると主張した。
- ラリッサ・テューダーは、タチアナ大公女であると主張した[10]。
- グラニー・アリーナは、マリア大公女であると主張した。
- アレクシス・ブリマイヤーは、祖母のセクラヴァ・チャプスカがマリア大公女であると主張した。
- Maddess Aiortは、タチアナ大公女であると主張した[11]。
- ミシェル・アンシュは、タチアナ大公であると主張した[12]。

## その他の詐称者
- アナトリー・イオノフはアナスタシアの息子であると主張した。
- スザンナ・キャサリーナ・デ・グラフは、第5の皇女であると主張したオランダの女性である。ニコライ2世とアレクサンドラ皇后との間に「想像妊娠と報告されていた1903年に生まれた」[13]という。現時点では、アレクサンドラがこの時に子供を出産したという公式または私的な記録はない。